# HMS Glory (62)
Pour les autres navires du même nom, voir HMS Glory.
Le HMS Glory (62) était un porte-avions britannique de la classe Colossus de la Royal Navy, mis sur cale le 27 août 1942 au chantier naval Harland and Wolff à Belfast. Il a été lancé le 27 novembre 1943 par Lady Cynthia Brooke, épouse du Premier Ministre de l'Irlande du Nord.

## Caractéristiques
Dispositif d'appontage :
Huit "brins" et deux barrières (en position transversale), arrêtant des avions de 6,8 tonnes se posant à 60 nœuds (brins d'arrêt) ou à 40 nœuds résiduels (barrières).

## Canons de salut
Tandis que le porte-avions était en réserve à Rosyth, quatre canons lui ont été enlevés et fournis à HMS Caledonia pour y être utilisés en tant que batterie de salut. Ces quatre canons étaient décrits comme « Ordnance, Hotchkiss, 3 pdr, Mark 1, à tir rapide » et étaient datés comme ayant été fabriqués respectivement en 1888, 1898, 1904 et 1915. Ces armes ont été utilisées par les apprentis de HMS Caledonia pour rendre les honneurs aux souverains et aux bâtiments en visite jusqu'à la fermeture de l'école d'ingénierie maritime en 1985.